# Sheitan
Sheitan (Sheitan) è un film del 2006 diretto da Kim Chapiron.
Il film è stato presentato nella selezione ufficiale del Toronto International Film Festival, edizione 2006.

## Trama
Vigilia di Natale: quattro ragazzi parigini, dopo essersi fatti sbattere fuori malamente da una discoteca (Bart è riuscito anche a rimediare una bottigliata sulla fronte), decidono di aggregarsi ad una ragazza appena conosciuta, Eve, che propone loro di trascorrere le imminenti feste natalizie nella casa di campagna dei suoi genitori, momentaneamente assenti.
Quando arrivano sul posto, dopo un lungo viaggio dalla città, i ragazzi si trovano in un ambiente rurale che è loro totalmente estraneo, dove non riescono ad ambientarsi. La vecchia fattoria è abitata da un fattore rozzo e volgare, Joseph, sposato con una donna misteriosa che si mantiene sempre invisibile, chiusa nelle proprie stanze, e prossima a partorire. Inoltre il casolare, utilizzato dal padre di Eve per coltivare la sua macabra e grottesca passione per bambole e marionette, che sono collezionate un po' ovunque nella casa, è frequentato da un'accolita eterogenea di giovani contadini del luogo, quasi tutti caratterizzati da menomazioni di tipo fisico o psicologico (in particolare da una disinibita disinvoltura sessuale).
I protagonisti, pure abituati ad un'esistenza estrema e violenta, com'è tipico della periferia della metropoli da cui provengono, si trovano subito in difficoltà di fronte alle intemperanze folli e violente di Joseph e degli altri amici campagnoli di Eve. La stessa Eve tradisce ben presto anche lei un comportamento eccentrico ed una morbosa dipendenza dalle invadenti attenzioni del custode della casa, l'onnipresente Joseph. La breve vacanza natalizia diventa presto un incubo. Dai primi episodi di incomprensione e di imbarazzo, si passa presto a momenti di forte tensione, e poi di estrema violenza.
Alla fine i ragazzi di Parigi scoprono che gli abitanti del casolare sono inclini a riti stregoneschi, tipici del folclore locale. Per scongiurare l'azione maligna del Diavolo (Sheitan, che dà il titolo al film, è il nome in lingua araba di Satana) sono pronti a celebrare persino sacrifici umani. Nessuno uscirà del tutto incolume dalla vicenda.

## Produzione
Il film è la prima opera prodotta da Vincent Cassel. La pellicola è quindi prodotta dalla società "120 films" dello stesso Cassel, in associazione con "La Chauve-Souris", casa di produzione di Eric Névé, realizzatore di Dobermann e Agents secrets.
La realizzazione si deve ad un collettivo francese di appassionati di cinema denominato Kourtrajmé, fondato nel 1995 dal giovane regista della pellicola e che riunisce oggi 135 membri tra registi, attori, musicisti, cantanti, ballerini e grafici. Dice Cassel al proposito: "Non è necessario avere esperienza per essere capaci di realizzare un film. Basta essere disponibili, genuini, creativi, e possedere una piccola dose di umiltà. Tutti i componenti del collettivo Kourtrajmé possiedono queste qualità. Dunque si fa in fretta, una volta superata l'ansia iniziale di confrontarsi per la prima volta con un lungometraggio, a trovare il modo di divertirsi" 

### Regia
Kim Chapiron (figlio di Christian Chapiron, co-sceneggiatore della pellicola) aveva realizzato in precedenza dei cortometraggi interpretati da Cassel, nei quali era comparso anche il regista e attore Mathieu Kassovitz.

### Cast
Il cast è interamente costituito da giovani promesse del cinema francese o da attori non professionisti. In ruoli cameo è peraltro possibile riconoscere alcuni attori celebri, come François Levantal o Monica Bellucci (moglie di Cassel), o come i cantanti rap Mokobé e Oxmo Puccino. La Bellucci interpreta il ruolo di una vampira che appare nelle sequenze di un film horror in bianco e nero che i protagonisti guardano ad un certo punto alla televisione.

## Distribuzione
In Italia il film ha trovato una modesta distribuzione dal 12 ottobre 2007, quasi due anni dopo l'uscita francese (del gennaio 2006), per poi approdare direttamente alla distribuzione nel mercato dell'home video il 5 febbraio 2008. Agli inizi del 2009 ne è stato commercializzato il DVD per la distribuzione nelle edicole.

## Accoglienza
Il film ha ricevuto molte stroncature della critica francese, che lo ha essenzialmente trovato derivativo di altre pellicole contemporanee horror (soprattutto i film del più acclamato Alexandre Aja). Curiosamente ha invece raccolto molte recensioni favorevoli in Italia, dov'è stato promosso a pellicola di culto dalla stragrande maggioranza dei siti internet (più o meno indipendenti) dediti al cinema horror.